# Шарбојц
Шарбојц (њем. Scharbeutz) општина је у њемачкој савезној држави Шлезвиг-Холштајн. Једно је од 36 општинских средишта округа Остхолштајн. Према процјени из 2010. у општини је живјело 11.753 становника. Посједује регионалну шифру (AGS) 1055044.

## Географски и демографски подаци
Шарбојц се налази у савезној држави Шлезвиг-Холштајн у округу Остхолштајн. Општина се налази на надморској висини од 12 метара. Површина општине износи 52,2 km². У самом мјесту је, према процјени из 2010. године, живјело 11.753 становника. Просјечна густина становништва износи 225 становника/km².

## Међународна сарадња
| Мјесто  | Држава  | Врста сарадње | Од    |
| ------- | ------- | ------------- | ----- |
| Навахас | Шпанија | партнерство   | 1986. |
| Извор   |         |               |       |